# Ambasciata d'Italia a Tokyo
L'ambasciata d'Italia a Tokyo è la missione diplomatica della Repubblica italiana presso il Giappone.
La sede è a Tokyo, nel quartiere di Minato.